# Molossidae
Los molósidos (Molossidae) son una familia de murciélagos (orden Chiroptera). Se trata de animales de pequeño a moderado tamaño que poseen un uropatagio (es decir, una membrana en la zona de la cola) de considerable tamaño. Todas sus especies poseen unas alas largas y estrechas, aparentemente adaptadas para el vuelo rápido en espacios abiertos; sus patagios suelen ser considerablemente fuertes. De hecho, se trata de los murciélagos de vuelo más rápido. Su distribución es muy amplia: se encuentran en todos los continentes excepto en la Antártida. La especie Eumops perotis, de gran tamaño, se encuentra en el sudoeste de Estados Unidos y México. Su fórmula dentaria es 1/1-3, 1/1, 1-2/2, 2-3/3.

## Taxonomía
- Género Potamops†, Czaplewski, (1997)[2]
- Subfamilia - Tomopeatinae, Miller, (1907).

- Género - Tomopeas, Miller, (1900).

- Subfamilia - Molossinae, Gervais, (1856).

- Género - Chaerephon, Dobson, (1874).

- - Cheiromeles, Horsfield, (1824).
- - Cynomops, Thomas, (1920).
- - Eumops, Miller, (1906).
- - Molossops, Peters, (1865).
- - Molossus, E. Geoffroy, (1805).
- - Mops, Lesson, (1842).
- - Mormopterus, Peters, (1865).
- - Myopterus, E. Geoffroy, (1818).
- - Nyctinomops, Miller, (1902).
- - Otomops, Thomas, (1913).
- - Platymops, Thomas, (1906).
- - Promops, Gervais, (1856).
- - Sauromys, Roberts, (1917).
- - Tadarida, Rafinesque, (1814).